# Moin

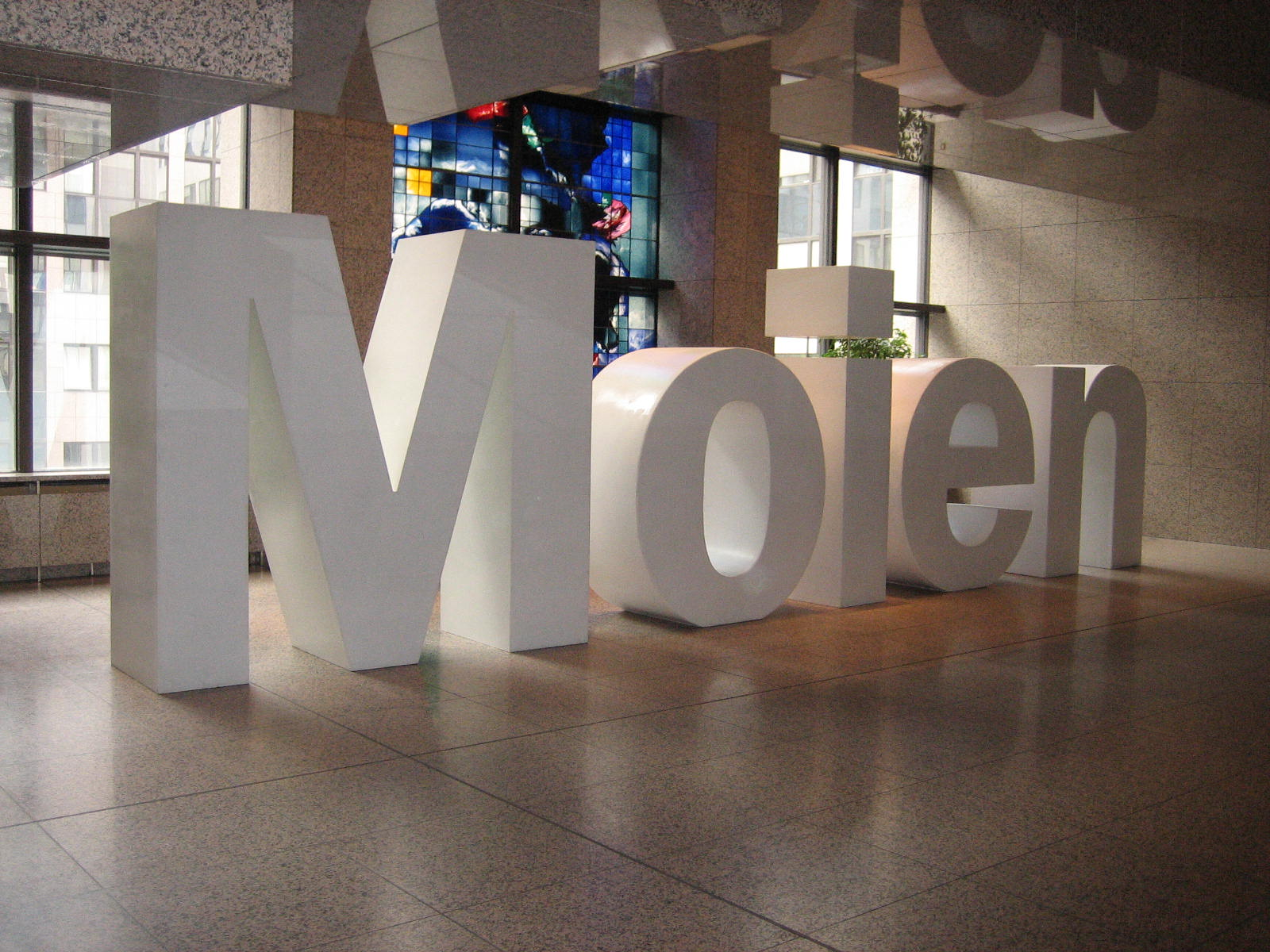
Instalación de aproximadamente 2 metros en el Edificio Justus Lipsius durante la Presidencia del Consejo de la Unión Europea, primera mitad de 2005 (moien significa «hola» en luxemburgués).

Moin (pronunciado [ˈmɔɪn]) o moi es un saludo en danés, frisón y bajo alemán extendido tanto por la región de Frisia oriental, el norte y este de los Países Bajos, Frisia septentrional y Flensburgo (Schleswig-Holstein), Bremen, Hamburgo, Kiel, Mecklemburgo-Pomerania Occidental (norte de Alemania) y Jutlandia meridional (Dinamarca) que viene a significar «hola», y en algunos lugares «adiós».

## Derivaciones
Moin ha derivado de la palabra frisona, neerlandesa y bajo alemana mooi, cuyo significado es «hermoso» o «bueno». En la fórmula popular que se menciona como Moin Moin, el segundo moin (pronunciado como morn) significa «día» en frisón. Existen formas similares en Baja Sajonia como mooien Dag, mooien Abend, mooien Mor(g)en. Moin es semánticamente equivalente al Dagg («buenos días») que se suele decir en Baja Sajonia (bajo sajón).
La forma Moin puede emplearse durante todo el día. La duplicación Moin Moin sirve como énfasis. En el dialecto juto, Mojn se utiliza como hola y adiós, pero Mojn Mojn sólo para expresar adiós. Moin moin literalmente significa «(que tengas un) buen día».